# Seigneurie de La Petite-Nation
La seigneurie de La Petite-Nation, ou seigneurie de la Petite-Nation, était une seigneurie lors de la colonisation française de la Nouvelle-France. Elle comprenait l'actuelle ville québécoise de Montebello et ses environs dans la municipalité régionale de Papineau en Outaouais.

## Géographie
La seigneurie de La Petite-Nation couvrait un territoire carré de cinq lieues sur cinq lieues sur la rive gauche de la rivière des Outaouais à l’embouchure de la rivière de la Petite Nation,.
Cette seigneurie, la plus occidentale de Nouvelle-France, est isolée des autres aires de peuplement, la plus proche seigneurie étant celle de la Pointe-à-l'Orignal, sise sur la rive opposée de l’Outaouais à quelques kilomètres en aval, et à 50 kilomètres en amont de la seigneurie d'Argenteuil. Les rivières de la Petite Nation et au Saumon, sinueuses, traversent la seigneurie.

## Histoire
Le nom de Petite-Nation provient de celui d'une tribu algonquine, qui occupe les lieux vers l’an mille. Cette tribu, les Oueskarini, est appelée par Samuel de Champlain comme les gens de la Petite Nation ou comme les gens de la Petite Rivière. Les Algonquins de la Grande Nation, qui remontaient la rivière des Outaouais, s'appellent Kichesipirini (la rivière aux grands flots). Au XVIIe siècle, les Algonquins accompagnent les chargements de fourrures par la rivière de la Petite-Nation et la rivière du Lièvre jusqu'au cours supérieur de l’Outaouais. Ils sont massacrés par les Iroquois en 1654.
La seigneurie est concédée à François de Laval par la Compagnie française des Indes Occidentales, le 16 mai 1674, qui lui donne le nom de Petite-Nation. La seigneurie est rattachée à la division administrative seigneuriale de Montréal. Vers 1674, François de Laval songe à créer une mission dans la seigneurie, à l'embouchure de la rivière de la Petite Nation, pour desservir les Algonquins mais renonce au projet de crainte du commerce d'eau de vie. Mgr de Laval fait don de la seigneurie au Séminaire de Québec en 1680.
Joseph Papineau acquiert la seigneurie en deux parties en 1801 et en 1803. Le voyage en canot depuis Montréal est alors d'une durée de huit jours. Papineau fait construire sa maison sur l'île Aroussen de même qu'un moulin à scie au pied de la chute du Sault de la Chaudière, sur la rivière de Petite Nation. L'approvisionnement se fait à cette époque à Rigaud. Robert Fletcher, homme d'affaires américain originaire de Boston, fait construire une scierie, des maisons, granges et étables, et engage une centaine de bûcherons de la Nouvelle-Angleterre. La difficulté de transporter les billes sur la rivière, trop sinueuse, oblige les ouvriers à les mouvoir en plusieurs endroits et les ventes plus faibles que prévu, acculent Fletcher à la faillite et Papineau hérite de ses installations. Une trentaine de bûcherons américains restent à la Petite Nation, les autres retournant en Nouvelle-Angleterre. Joseph Papineau vend la seigneurie à son fils, Louis-Joseph Papineau, en 1817, année de son mariage avec Julie Bruneau,. Denis-Benjamin, deuxième fils de Joseph, est agent des terres de la seigneurie. Sa maison se situe à Plaisance. La nouvelle paroisse peine à retenir ses curés du fait de l'isolement et des conditions difficiles, ainsi les curés Paisley et Power, ce qui amène l'évêque à faire desservir la paroisse par des missionnaires itinérants. Le quai Parker permet l'accostage des embarcations depuis Granville, car les voyageurs de Montréal doivent se véhiculer par terre entre ce village et Carillon en raison de la turbulence des rapides du Long-Sault. Vers 1835, la population s'élève à plus de 800 habitants. Louis-Joseph Papineau, chef de la rébellion des Patriotes fait construire au cap Bonsecours un manoir entre 1846 et 1850 pour y prendre sa retraite.
La municipalité de la Petite-Nation, créée en 1845 et dissoute en 1847, de même que la paroisse de Notre-Dame-de-Bon-Secours-de-la-Petite-Nation, qui lui succède en 1855, tirent leurs noms de celui de la seigneurie. À la mort de Louis-Joseph Papineau en 1871, la seigneurie est divisée entre les héritiers, le territoire légué aux enfants d'Azélie Papineau et de Napoléon Bourassa gardant le nom de seigneurie de la Petite-Nation alors que la portion revenant à Louis-Joseph-Amédée Papineau devient la seigneurie Papineau.

## Seigneurs
| Période   | Seigneur                      |
| --------- | ----------------------------- |
| 1674-1680 | François de Montmorency-Laval |
| 1680-1801 | Séminaire de Québec           |
| 1801-1817 | Joseph Papineau               |
| 1817-1871 | Louis-Joseph Papineau         |